# Šalva Loladze
Šalva Loladze (gruzínsky შალვა ლოლაძე, 3. dubnajul./ 16. dubna 1916greg., Telavi, Kavkazský kraj, Ruské impérium, padl 25. dubna 1945 při vzpouře na ostrově Texel, Nizozemí) byl sovětský kapitán letectva gruzínské národnosti a po zajetí se stal členem Gruzínské legie. Byl jedním z organizátorů povstání gruzínských legionářů na nizozemském ostrově Texel, v jehož průběhu padl.

## Druhá světová válka
Narodil se v Telavi, ale o jeho životě před válkou nejsou údaje v pramenech k dispozici. Po napadení SSSR sloužil v Rudé armádě v hodnosti kapitána letectva a velel letecké peruti. V roce 1942 byl sestřelen nad územím Ukrajinské SSR a zajat Němci. V zajetí vstoupil do Gruzínské legie. Sloužil v 822. praporu Královna Tamara v hodnosti poručíka. Za službu v legii byl vyznamenán Válečným záslužným křížem II. třídy s meči. 822. prapor sloužil na okupovaných územích ve strážní službě při ochraně železniční komunikace mezi městy Parczew a Brestem před polskými partyzány.
822. prapor včetně poručíka Loladzeho byl ode dne 24. srpna 1943 dislokován ve městě Zandvoort, kde zůstal až do konce roku 1944. V posledních dnech roku 1944 byl 822. prapor převelen do Německa, do oblasti Frankfurtu nad Odrou. Zde byl posílen německými vojáky a stal se součástí 177. pěšího pluku.
Již když se 822. prapor nacházel na nizozemnské pevnině, byla v něm vytvořena tajná organizace, která začala s přípravami na ozbrojené povstání proti Němcům. Za vůdce organizace byl považován velitel 3. roty praporu Šalva Loladze. O jeho práci se Němci dozvěděli na základě udání. Velitel jednotky major Klaus Breitner však tomu nevěřil, ale pro jistotu prapor nechal odzbrojit. Loladze tak unikl zatčení.

## Povstání proti Němcům
Od 6. února 1945 byl se svým praporem dislokován na nizozemském ostrově Texel, kde se podílel na stavbě německých opevnění pro obranu proti možné invazi. Podle výpovědí přeživších legionářů k nim Němci chovali nedůvěru, špatně s nimi zacházeli a byly jim zabaveny zbraně. To vedlo k narůstající vzájemné nenávisti.
V noci z 5. na 6. dubna 1945, v naději na brzké vylodění Spojenců, vojáci z gruzínského praporu za podpory nizozemského komunistického odboje zahájili povstání pod vedením Loladzeho. Během krátké doby ovládli téměř celý ostrov a zabili asi 400 německých vojáků. Německé velení vyslalo posily a ty po dvou týdnech bojů ostrov znovu ovládly. Dne 25. dubna 1945 padl Loladze v bitvě o letiště. Podle dalších pramenů se po boji ukryl v blízké usedlosti, ale její majitel jej udal Němcům, kteří ho zabili. Zbytky povstalců se rozdělily na několik skupin, které pokračovaly v odporu. Po stažení za minová pole přešly k partyzánské taktice boje, které ukončil příchod kanadských jednotek.
Šalva Loladze byl pohřben spolu se svými spolubojovníky na Gruzínském vojenském hřbitově na ostrově, který byl pojmenován právě po něm. Hřbitov tak nese název Gruzínský čestný hřbitov Loladze. Místními lidmi je nazýván také Ruský hřbitov. V roce 1953 byl na ostrově postaven pomník, který stejně jako hroby padlých Gruzínců později každoročně navštěvoval sovětský velvyslanec v Nizozemsku.

## Postava v počítačové hře
Loladze je postavou v počítačové hře Hearts of Iron IV v modifikaci The New Order: Last Days of Europe, kterou vyvinulo studio Paradox Interactive. Hra se odehrává v alternativní historii po vítězství mocností Osy. Loladze vystupuje jako vůdce vzpoury v legii, která rychle porazila německou posádku a vztyčila gruzínskou vlajku nad Tbilisi.